# Cartola (álbum de 1974)
Cartola é o álbum de estréia do sambista carioca Cartola, lançado em 1974, quando o músico tinha 65 anos.

## Álbum
Com produção de João Carlos Botezelli (conhecido como Pelão), direção artística de Aluizio Falcão e arranjos de Dino 7 Cordas, o disco Cartola foi lançado pelo selo Marcus Pereira e contém alguns dos seus maiores clássicos, como "Tive Sim", "Alvorada" e "O Sol Nascerá". Em 2007, a revista Rolling Stone o colocou na 52ª posição na lista dos 100 maiores discos da música brasileira.

## Faixas

### Disco
Lado A
1. Disfarça e Chora 2:06 (Cartola - Dalmo Castello)
2. Sim 3:38 (Cartola - Oswaldo Martins)
3. Corra e Olhe o Céu 2:23 (Cartola - Dalmo Castello)
4. Acontece 1:17 (Cartola)
5. Tive Sim 2:09 (Cartola)
6. O Sol Nascerá 1:42 (Cartola - Elton Medeiros)

Lado B
1. Alvorada 2:40 (Cartola - Carlos Cachaça - Hermínio B. de Carvalho)
2. Festa da Vinda 1:59 (Cartola - Nuno Veloso)
3. Quem Me Vê Sorrindo 2:07 (Cartola - Carlos Cachaça)
4. Amor Proibido 2:37 (Cartola)
5. Ordenes e Farei 2:21 (Cartola - Aluizio)
6. Alegria 2:44 (Cartola)